# Мъглижка гробница
Мъглижка гробница е открита по време на спасителни археологически разкопки по време на два сезона обхващащи летните месеци на 1964 и 1965 година, на около 3 km западно от град Мъглиж, (Община Казанлък) в местността Мочера. Откритието ѝ е свързано с подготовката на строителството на филиал на завод „Арсенал“ (тогава ОЗ „Фридрих Енгелс“). Гробницата е открита в могила с височина 13 m и диаметър при основата 48 m. Могилата е част от голям могилен некропол, разположен върху голяма площ близо до южните склонове на Стара планина. В годините преди откритието на гроното съоръжение, множество случайни находки от този район свидетелстват, че наблизо е съществувало значително антично селище, към некропола на което са принадлежали и самите надгробните могили. Мъглижката гробница е функционирала като фамилен мавзолей използван продължително време за неколкократни погребения.

## Археологическо проучване
Археологическите проучвания с научни ръководител българските археолози Людмил Гетов и Гергана Табакова-Цанова (тогава директор на Исторически музей „Искра“ град Казанлък) имат спасителен характер. Те обхващат цялата южна част на могилата, при което на дълбочина 9,30 m от върха ѝ е открито билото на самата гробна камера, ориентирана в южна посока. По време на разкопките е гробното съоръжение е напълно разкрито. Проучването обхваща и една по-малка могила, в която са разкрити две погребения с трупоизгаряне от т.нар. Римска епоха.
По време на проучването на обекта е установено, че гробницата е била ограбена вследствие на което са били разрушени двете гробни легла в погребалната камера.

### Датиране
Датирането на гробницата е условно, тъй като съоръжението е ограбено още в древността и не са открити никакви предмети от гробния инвентар. Строителният материал и градежът ѝ, според изследователите ѝ дават основание съоръжението да бъде вместено в периода на съществуването на древния Севтополис – края на IV – средата на III век пр. Хр.

## Описание и особености
Гробничното съоръжение е изцяло разположено в южната половина на могилния насип, почти непосредствено в геометричния център на могилата. Входът му е върху първичния терен и е ориентиран към юг. Това гробнично съоръжение е със силно разчленен план, без аналогии сред известните подобни паметници на тракийската гробна архитектура от територията на България.

### Архитектура
Гробницата се състои от малко преддверие, фланкирано от двете страни с по едно правоъгълно помещение, две правоъгълни отделения, гробна камера и дълъг двуделен коридор (dromos) покрит с хоризонтални дървени греди. Общата дължина на градежа възлиза на 21,79 m. Гробната камера и свързаното с нея отделение са изградени от тухли, а останалата част от градежа се състои от различни по размери ломени камъни, споени с разтвор от кал. Преддверието е дълго 4,15 m и широко 2,65 m. То не е конструктивно свързано с останалата част от градежа, като при него има известни различия в конструктивната техника, която се отличава с небрежност и нестабилност. При него се наблюдава и незначително отклонение от главната осова линия в плана на съоръжението. Вътрешните му стени са с дебелина от 1,10 m със средна запазена височина от 1 m – техника приложена, за да удържи солидна покривна конструкция.
Двете разположени встрани от преддверието помещения нямат конструктивна връзка с останалата част от гробницата. Малките им размери и нестабилният градеж свидетелстват, че те са изградени едновременно или малко по-късно от преддверието и са свързани вероятно с неизвестни особености и изисквания на погребалните обреди. Преддверието е свързано с коридора посредством малък отстъп към вътрешността – по около 0,30 m от двете страни. При отстъпа е оформен и най-външният вход на съоръжението, при който е била монтирана масивна двукрила дървена врата. От този вход е запазен изцяло прагът, състоящ се от четири каменни плочи. Върху крайните две от тях се наблюдават запазените кръглите гнезда, където са се въртели осите на двукрилата врата, залоствана в средата със специално оформен за целта жлеб. Този праг е разкрит под грубо изграден, несолиден каменен зид, вероятно служил като първа преграда към вътрешността на гробницата след поредното ѝ преустрояване и използване.
Камерата на гробницата е изградена от тухли. Формата ѝ е правоъгълна, леко трапецовидна. Дължината ѝ е 3,16 m. Ширината при входа е 2,20 m, като в дъното достига до 2,20 m. Камерата е засводена с лъжлив свод, като до седмия ред тухли стената е отвесна, след което започва наддаване навътре на всеки ред тухли.
В дъното на камерата е разкрито разрушено гробно легло, което е било застлано отгоре с тухли. В източния му край е било леко издигнато, като своеобразна възглавница. Приблизителната му височина е била 0,75 m.
До източната стена на камерата е било долепено друго легло, от което са разкрити само очертанията му върху пода на съоръжението.

### Декорация
Стените на всички помещения на гробничното съоръжение са измазани с глинен хастар отвътре. Върху глинения слой е положена тънка хоросанова мазилка с щукатура. Предназначението на хастарът е да изравни неравностите на стената преди полагане на хоросановия слой. Глината обаче се е оказала неподходяща като свръзка между стената и хоросана, защото е попила впоследствие голямо количество влага и се е отделил и паднал в по-голямата си част заедно с хоросана. Поради тази причина малка част от оцветените мазилки и стенописите са открити запазени върху стените на съоръжението. В преддверието и в двете фланкиращи го помещения не са констатирани никакви следи от измазване. Цялостната реконструкция на декоративната система на гробницата впоследствие е осъществена благодарение на запазените на отделни сектори върху стените фрагменти на цветната мазилка.
Стените на коридора са били разделени графично на хоризонтални пояси – непосредствено до пода е имало релефен пояс оцветен в червено, с ширина 0,18 m. Разположените над него пояси са били разпределени в следната последователност: широк пояс в червено, имитиращ ортостати, разграничени с отвесни врязани линии; тесен пояс в черно, над който следват други два, оцветени съответно в жълто и бяло. Те са разграничени с врязани линии.
Същата концепция за хоризонтални пояси е спазена и при украсата на първото отделение на гробницата. Над пода е разположен тесен релефен розов пояс с ширина 0,13 m. Над него следва бял пояс, широк 0,69 m, след който има тесен черен пояс широк 0,13 m. Следващият пояс е червен и широк 0,86 m, над който до края стената е оцветена в бяло. Отделните пояси са разграничени с врязани линии. Вертикалните греди разположени по три на всяка стена, са били измазани и оцветени в същата последователност. Подобно пластична техника на структурата на стената се наблюдава за първи път сред известните тракийски гробнични съоръжения, което е напълно нов елемент от декоративната им украса.
Стените на второто отделение са изцяло оцветени в бяло, с изключение на пода, който е розов. Мазилката на това помещение е открита паднала на пода, като фрагменти с различни размери са били примесени с пръст от глинения хастар. Декоративното оформление на стените на гробната камера в общи линии следва познатата от Казанлъшката гробница подредба, където ясно се разграничават три основни елемента – цокъл от ортостати, основна стена в боядисана в червено и фриз. Най-долният пояс (цокълът), включва ортостати, оцветени в бяло, по три на всяка от дългите стени, включени между два релефно изпъкнали пояса, имитиращи ред от плинти. Долните образуват основата на цокъла и са оцветени в розово, а горните, които лежат над ортостатите, са в бяло. Височината на ортостатите е 0,61 m, а ширината на плинтите – 0,18 m. Върху западната стена до входа ортостатите са разкрити изцяло запазени и имат дължина 0,83 m. Разграничителните ивици между тях са оцветени в наситено розово и имат ширина 0,06 m. Полето на ортостатите е очертано допълнително с плитки врязани линии, върху които е нанесен пунктир в червено-кафяво. По този начин те изпъкват и създават илюзия за обем, за разлика от плоскостното третиране на ортостатите при Казанлъшката гробница. Над цокъла с ортостатите се е издигала гладка, неразчленена площ оцветена в червено с неустановена височина, ненадвишаваща 1,30 m. От нея са открити запазени отделни фрагменти в ъглите на гробната камера при входа и над погребалното легло. Над стената в оцветени в червено последователно са разположени релефени пояси с ширина 0,15 m и орнаментален фриз от редуващи се палмети и амфори на бял фон.
Амфорите са черни, като върху тях има три полета, оцветени в червено, които следват обема и формата им. В най-горното поле, върху шийката на централната амфора е представена палмета в сребристостосив цвят. В полето по средата е изобразена богинята Нике върху бига, препускаща наляво. Във вдигнатата си нагоре ръка държи камшик, а в лявата си поводите на стремето на препускащи коне с вдигнати нагоре предни крака. Нике е изобразена облечена в дълъг хитон, над гърба ѝ се виждат криле. Фигурите са само силуети, но са изобразени изключително реалистично.
Върху другата амфора са запазени само фрагменти от долното и горното образни полета. В горното си личи фигурата на гол мъж, обърнат надясно и с изнесен напред ляв крак, срещу който има три фигури, облечени в дълги хитони, като напълно запазена е само най-дясната.
Върху долното поле са изобразени два грифона, вдигнали високо единия си преден крак. Зад тях е изобразена женска фигура, облечена в дълъг хитон, държаща факли в двете си ръце. Тази фигура е почти извън очертанията на образното поле.
В триъгълното поле на входа на гробната камера е съществувало изображение, което е възстановено частично впоследствие. Композицията е разположена в центъра на фронтонното поле и изобразява колчан, вероятно с поставен в него лък, върху чийто горен край е преметнато свободно падащо наметало. Над колчана се спускат свободно четири панделки. Изказано е предположението, че панделките са били свързани с разположен на до колчана венец, който обаче не е запазен. В срещуположното фронтонно поле вероятно е съществувало друго изображение, от което не са запазени никакви следи.
Гробните легла също са били декорирани със стенопис. Археолозите са открили отделни фрагменти от мазилката стенописана с изображения на свастики и меандър върху червена основа.